# Dire Straits (album)
Pour les articles homonymes, voir Dire Straits (homonymie).
Albums de Dire Straits
Communiqué
(1979)
Singles
1. Sultans of Swing
Sortie : mai 1978
2. Water of Love
Sortie : 1978

Dire Straits est le premier album du groupe de rock anglais éponyme. Il est sorti le 7 octobre 1978 sur le label Vertigo Records et a été produit par Muff Winwood. Cet album contient notamment le single Sultans of Swing qui eut un énorme succès.
Il a été remasterisé en octobre 2010 sous le format Super Audio CD.
Il est cité dans l'ouvrage de Robert Dimery Les 1001 albums qu'il faut avoir écoutés dans sa vie.

## Histoire et contenu
En 1977, le groupe Dire Straits envoie une maquette à Charlie Gillett, animateur de Radio Londres et historien du rock. Celui-ci diffuse tous les soirs Sultans of Swings qui, avec sa virtuosité, son solo de guitare électrique et le phrasé à la Bob Dylan du chanteur-guitariste, devient un classique immédiat[réf. nécessaire]. Le titre permet au groupe de signer chez Vertigo Records et de publier son premier album.
Dire Straits est un album de pub rock plein de finesse et d'élégance, avec des compositions comme Down to the Waterline, Setting Me Up ou Wild West End, sous la direction de Muff Winwood, frère de Steve Winwood et ancien accompagnateur du Spencer Davis Group. Le succès de l'album vint d'abord des Pays-Bas et de la France, avant de gagner le Royaume-Uni près d'un an plus tard et, de là, de toucher très vite les États-Unis.
Fortement influencé par J.J. Cale et Bob Dylan, ce premier album est à mille lieues de la fureur ambiante du moment (période punk).
Il se classera à la 5e place dans les charts britanniques où il séjournera pendant 102 semaines. Aux États-Unis, il atteindra la 2e place du Billboard 200 et en France, la première place des meilleures ventes de disques. 
À ce jour (2025) l'album s'est vendu à plus de 11 millions dans le monde dont 3 millions rien qu'au US, 650000 en France, 1 million au Royaume Uni et 1,2 million en Allemagne.

## Liste des titres
Toutes les chansons sont écrites et composées par Mark Knopfler.
| No | Titre                 | Durée |
| -- | --------------------- | ----- |
| 1. | Down to the Waterline | 3:55  |
| 2. | Water of Love         | 5:23  |
| 3. | Setting Me Up         | 3:18  |
| 4. | Six Blade Knife       | 4:10  |
| 5. | Southbound Again      | 2:58  |
| 6. | Sultans of Swing      | 5:47  |
| 7. | In the Gallery        | 6:16  |
| 8. | Wild West End         | 4:41  |
| 9. | Lions                 | 5:05  |

## Musiciens
- Mark Knopfler - Chant, guitare solo et rythmique
- David Knopfler - Guitare rythmique, chœurs
- John Illsley - Basse, chœurs
- Pick Withers - Batterie

## Classements et certifications
| Pays             | Durée du classement | Meilleur classement |
| ---------------- | ------------------- | ------------------- |
| Allemagne        | 85 semaines         | 3e                  |
| Autriche         | 24 semaines         | 17e                 |
| Canada           | 32 semaines         | 2e                  |
| États-Unis       | 41 semaines         | 2e                  |
| France           | 62 semaines         | 1er                 |
| Italie           | 4 semaines          | 66e                 |
| Norvège          | 42 semaines         | 10e                 |
| Nouvelle-Zélande | 112 semaines        | 2e                  |
| Pays-Bas         | 60 semaines         | 3e                  |
| Royaume-Uni      | 132 semaines        | 5e                  |
| Suède            | 36 semaines         | 6e                  |
| Suisse           | 23 semaines         | 7e                  |

| Pays             | Certification | Ventes      | Date       |
| ---------------- | ------------- | ----------- | ---------- |
| Allemagne        | Platine       | 500 000+    | 1979       |
| Canada           | 4 × Platine   | 400 000 +   | 31/10/1985 |
| États-Unis       | 2 × Platine   | 2 000 000 + | 06/01/1987 |
| France           | Platine       | 400 000 +   | 1982       |
| Italie           | Or            | 50 000 +    | 2015       |
| Nouvelle-Zélande | Platine       | 15 000 +    | 11/02/1979 |
| Pays-Bas         | Platine       | 100 000 +   | 1978       |
| Royaume-Uni      | 2 × Platine   | 600 000 +   | 07/02/1986 |
| Suisse           | 2 × Platine   | 100 000 +   | 1991       |

### Charts singles
| Date | Single           | Chart              | Durée du classement | Position |
| ---- | ---------------- | ------------------ | ------------------- | -------- |
| 1978 | Water of Love    | Mega Top 50        | 4 semaines          | 28e      |
| 1979 | Sultans of Swing | Hot 100            | 15 semaines         | 4e       |
| 1979 | Sultans of Swing | Single Top 100     | 13 semaines         | 20e      |
| 1979 | Sultans of Swing | (V) Ultratop       | 8 semaines          | 14e      |
| 1979 | Sultans of Swing | RPM Top Singles    | 18 semaines         | 4e       |
| 1979 | Sultans of Swing | RMNZ Singles Top40 | 15 semaines         | 12e      |
| 1979 | Sultans of Swing | Mega Top 50        | 12 semaines         | 11e      |
| 1979 | Sultans of Swing | UK Singles Chart   | 11 semaines         | 8e       |